# حوزه انتخابیه کازرون و کوه‌چنار
حوزهٔ انتخاباتی کازرون و کوه‌چنار یکی از حوزه‌های استان فارس برای انتخابات مجلس شورای اسلامی است. این حوزه به مرکزیت کازرون، ۱ نماینده دارد.

## نمایندگان ادوار مختلف
دوره اول: رجبعلی طاهری
دوره دوم: برزو مهبودی
دوره سوم: محمدباقر باقری‌نژادیان‌فرد
دوره چهارم: غلامحسین نوذری
دوره پنجم: غلامحسین نوذری
دوره ششم: محمدباقر باقری‌نژادیان‌فرد
دوره هفتم: شاهین محمدصادقی
دوره هشتم: غلامرضا دهقان ناصرآبادی
دوره نهم: شاهین محمدصادقی
دوره دهم: حسین رضازاده
دوره یازدهم: فریدون عباسی دوانی
دوره دوازدهم: غلامرضا دهقان ناصرآبادی

## پی‌نوشت و منبع
- «جدول حوزه‌های انتخابیه در انتخابات دهمین دورهٔ مجلس شورای اسلامی» (PDF). مرکز پژوهش و سنجش افکار صدا و سیما. بایگانی‌شده از اصلی (PDF) در ۵ اكتبر ۲۰۱۸. دریافت‌شده در ۱۸ ژوئیه ۲۰۱۶. تاریخ وارد شده در |archive-date= را بررسی کنید (کمک)